# Junkers Ju 252
Юнкерс Ю 252 (нем. Junkers Ju.252) — немецкий пассажирский и военно-транспортный самолёт. Ju 252 является заменой устаревшего Ju 52.

## Описание
Ju 252 строился по заказу авиакомпании Lufthansa, одним из требований авиакомпании было увеличение количество пассажиров с 21 до 35 человек. Самолёт имел три двенадцатицилиндровых двигателя жидкостного охлаждения Jumo-211F (1340 л. с.). Производство трёх прототипов Ju 252 стартовало в июле 1940 года, а испытания образца под опытным обозначением Ju 252V1 начались в октябре 1941 года. Из-за начала Великой Отечественной войны Lufthansa не получила ни одного самолёта.

## Служба и боевое применение
Ju 252 применялись для перевозки срочных грузов по территории рейха. С ноября 1943 года несколько машин использовались «группой Гартенфельда», дислоцировавшейся в Италии и занимавшийся переброской тайных агентов в Северную Африку. Ju 252 применялись люфтваффе для обеспечения специальных операций до конца войны.

## Технические характеристики
| параметр                    | данные |
| --------------------------- | --- |
| длина:                      | 24,50 м |
| Размах:                     | 34,10 м |
| Максимальная скорость:      | 430 км/ч |
| Крейсерская скорость:       | 340 км/ч |
| Посадочная скорость:        | 125 км/ч |
| Пустой вес:                 | 13,1 т |
| Максимальный взлетный вес:  | 24,0 т |
| Практический потолок:       | 8000 м |
| Дальность полета:           | 2500 км |
| Силовая установка самолёта: | Junkers Jumo 211F — перевёрнутый V-образный 12-цилиндровый поршневой двигатель жидкостного охлаждения. Три двигателя, каждый по примерно 1340 л. с. (приблизительно 986 кВт) |